# Corifeu

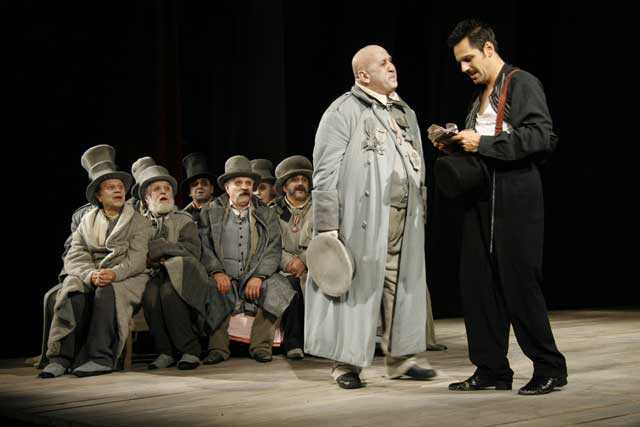
Un actor (de negre) parlant amb el corifeu (primer pla, de gris) que ha sortit eventualment del cor (asseguts, al fons) per a fer-ho

El corifeu (en grec antic, κορυφαῖος o koryphaîos) o mestre del cor és el director del cor a les tragèdies i comèdies del teatre grec clàssic. Se situa al mig de l'escenari circular del cor, a l'orquestra. Guia els intèrprets del cor en directe, de manera anàloga a un director d'orquestra, i de vegades pren la paraula sol en nom del cor, dialogant amb els actors situats al prosceni.
És, en principi, un element singular del teatre grec antic. El corifeu representa el cor i parla en nom seu a les parts recitades. El cor representa, al seu torn, als ciutadans, expressant les pors, esperances, judicis i altres sentiments de la comunitat cívica, entesa com un col·lectiu anònim caracteritzat per la moderació i l'equilibri.

## Història

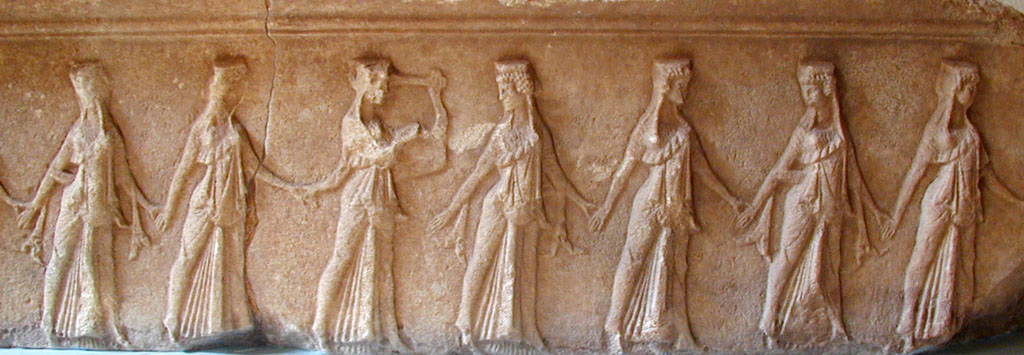
Cor a l'antiga Grècia

En una època de l'antiga Grècia va ser, dels sàtirs que ballaven i cantaven de camí a oferir les millors vinyes al temple de Dionís, a la festa de la verema, un jove que ressaltava i que va començar a dirigir el grup o cor d'intèrprets cantants-ballarins. Aquesta figura apareix al teatre clàssic grec però als inicis aquests cors d'intèrprets no tenien director, després es va començar a destacar un pel seu virtuosisme i finalment es va erigir en mestre o director.
El corifeu ha aparegut al teatre i l'òpera posteriors, sent una persona del cor que eventualment pot sortir d'aquest per a dirigir-se sol a un personatge individual o al públic i que després torna al cor. A la dansa clàssica del segle xix el corifeu és un rang determinat. Dels cinc graus o esglaons que hi ha el corifeu n'és el quart, per sobre dels figurants i ballarins del cos de ball, podent de vegades executar un breu paper de solista. A l'art d'acció del segle xx de vegades tornen a aparéixer corifeus, com per exemple alguns happenings de Wolf Vostell.